# Tom Clancy's ruthless.com
Tom Clancy's ruthless.com est un jeu vidéo de stratégie au tour par tour développé et édité par Red Storm Entertainment, sorti en 1998 sur Windows.

## Accueil
- GameSpot : 6,3/10[1]